# Résolution 1082 du Conseil de sécurité des Nations unies
Membres permanents
- Chine
- États-Unis
- France
- Royaume-Uni
- Russie

Membres non permanents
- Allemagne
- Botswana
- Chili
- Corée du Sud
- Égypte
- Guinée-Bissau
- Honduras
- Indonésie
- Italie
- Pologne

Résolution no 1081 Résolution no 1083
La résolution 1082 du Conseil de sécurité des Nations unies, adoptée à l'unanimité le 27 novembre 1996, après avoir rappelé les résolutions précédentes, notamment 1046 (1996) et 1058 (1996), a prorogé le mandat de la Force de déploiement préventif des Nations unies (FORDEPRENU) en Macédoine jusqu'au 31 mai 1997, et en réduit la taille. 
Il a été noté que la FORDEPRENU avait joué un rôle important dans le maintien de la paix et de la stabilité en Macédoine. La situation en matière de sécurité a continué de s'améliorer, mais la stabilité et la paix dans l'ex-Yougoslavie ne sont pas encore instaurées. Il est espéré que l’évolution positive se poursuivra et que la taille de la FORDEPRENU diminuera encore davantage. Les relations de la Macédoine avec les pays voisins se sont améliorées et un accord a été conclu avec la république fédérale de Yougoslavie (Serbie et Monténégro) sur la démarcation de leur frontière commune.
En prorogeant le mandat de la FORDEPRENU jusqu'au 31 mai 1997, le Conseil de sécurité a également annoncé la réduction de sa composante militaire de 300 hommes d'ici le 30 avril 1997, en vue de conclure son mandat lorsque les circonstances le permettront. Tous les États Membres ont été invités à examiner positivement les demandes d'assistance à la FORDEPRENU formulées par le secrétaire général. La résolution demandant également au secrétaire général de faire rapport au Conseil avant le 15 avril 1997 sur les recommandations concernant l'avenir de la présence internationale en Macédoine.
La Russie s'est abstenue.

## Voir également
- Guerre de Bosnie-Herzégovine
- Dislocation de la Yougoslavie
- Guerre de Croatie
- Débat autour du nom de la Macédoine
- Guerres de Yougoslavie